# Choosing a Husband
Choosing a Husband er en amerikansk stumfilm fra 1909 af D. W. Griffith.

## Medvirkende
- Florence Barker som Gladys.
- Mack Sennett.
- Billy Quirk.
- Charles Craig.
- Anthony O'Sullivan.